# Tommelfingerregel
En tommelfingerregel angiver, at en procedure eller fremgangsmåde ikke er en vedtaget regel, og at den som regel ikke passer universelt, men alligevel i de fleste tilfælde i hverdagen.

## Oprindelse
Ordet "tommelfingerregel" hævdes at have sin oprindelse i en regel fra 15-1600-tallet: det var tilladt  en husbond, at straffe sin hustru med slag, så længe stokken eller spanskrøret, han brugte, ikke var tykkere end hans tommelfinger. Men oprindelsen af den sætning er ukendt, selv om historien er spredt via medier som The Washington Post (1989), CNN (1993) og Time Magazine (1983).

## Praktisk brug
Som tommelfingerregel bestiller vi varer til butikken når 50 % af lageret er tømt. Her bestiller man de fleste gange når halvdelen er solgt, men f.eks. i sæsoner bestiller man ved 25 % salg, da varen ellers når at blive udsolgt.
Et andet eksempel på en tommelfingerregel er, at man omtrentligt kan beregne, hvor lang tid det tager at fordoble en population (mennesker eller kaniner) eller forrentede penge, ved at dividere 72 med den periodiske vækstprocent. Er vækstprocenten fx 2,5 giver denne tommelfingerregel en fordobling på 72/2,5 = 28,8 perioder. Den korrekte beregning er: antal perioder = log(2) / log(1 + vækstprocent/100) eller ca. 28,071 perioder.